# Laelia impunctata
Laelia impunctata är en fjärilsart som beskrevs av Matsumura 1930. Laelia impunctata ingår i släktet Laelia och familjen tofsspinnare. Inga underarter finns listade i Catalogue of Life.